# 大上宇市
大上 宇市（おおうえ ういち、1865年5月17日（慶応元年4月23日） - 1941年（昭和16年）5月21日）は、日本の博物学者、植物学者。研究報告などの署名には通称として用いていた大上宇一（おおがみ ういち）の表記も多数見られる。号に嶺海、山海子がある。

## 人物
病弱だった少年から青年時代にかけて、薬草採取を通じて動植物を中心とした本草学・博物学に興味を深く持ち、標本の採集に没頭する。『動物学雑誌』や『介類雑誌』、『昆虫世界』、『博物学雑誌』、『日本農業新誌』、『農業雑誌』、『植物学雑誌』などをはじめ多数の学術誌に、採集報告を寄稿しつづけながら動植物の調査結果を独力でまとめ、一生を兵庫県たつの市新宮町篠首（旧・篠首村）で過ごした。
植物・貝類・魚類・昆虫・菌類などの研究に大きく貢献しており、「今蘭山」、「播磨の博物学者」などと称される。
研究で得た知識を自身の住む村の農業促進に応用するための活動も、1919年に村の総代に推挙されてからは行っている。村内の地勢が旱魃に非常に弱いことを説いて、住人たちに治水や養蚕を推奨したのも、そのような行動の一端で、1932年に篠首は県内随一の繭の産地にもなっている。

### コヤスノキ
コヤスノキの発見者として知られる。大上が篠首の天王山で発見をし、牧野富太郎によって1900年に新種として確認され、その特殊な生息分布例が世界に知られた。コヤスノキの存在そのものは飯沼欲斎『草木図説』など江戸時代の本草学の書に記載自体はあったのだが、自生地や分布がはっきりしていなかった。

### オオウエゴマガイ
陸上に住むゴマガイの一種であるオオウエゴマガイは、発見者である大上に対する献名から、和名がつけられている。命名当初（1907年）には大上が研究の際に用いていた署名の読み方「オオガミ」からオオガミゴマガイとつけられていたが、1943年に戸籍名の「オオウエ」に改められた。

## 調査研究
1889年に『本草綱目』を揃いで購入することができて以降、大上は本格的な研究をはじめている。採集初期は、ほぼ篠首村の範囲内だが、生涯を通じて兵庫県以外にも岡山県・鳥取県・京都府などでも採集をしている。
新種の発見だけに限らず、地域内に生息している動植物の基本分布の調査についても、詳細におこなっており、兵庫県内に分布生息している昆虫たちの同定・分類をして、はじめて県内の相調査を完成させた人物だとされている。また『日本魚名集覧』でも、播磨国地域の魚類の分布や地方名の調査情報として大上の調査情報による地域の「魚類報告」が参照されている。

### 協力者たち
周辺地域、あるいは学術誌での投稿を通じて知り合った人物たちと、書信などで相互に連絡をとりあい、大上個人の資金や地域環境では入手・参照が困難な、各地の調査標本や文献情報の交換を頻繁におこなってもいた。連絡を取り合っていた人物の中には武田久吉・飯柴永吉・矢野宗幹・南方熊楠などもいた。
特に関係が深かったのは、菌類の指導を受けていた安田篤、貝類の研究を仰いでいた平瀬與一郎の二人で、彼らの死（安田は1924年、平瀬は1925年に没している）が相次いだことに大上は強いショックを受け、新規の研究意欲は次第に衰え、1929年ごろからは体調を崩すことも増えていったという。

## 気象観測
1890年、26歳のときに姫路市で寒暖計を購入した大上は、篠首の気象観測を毎日記録しつづけ、それは病気の重くなる1940年4月1日まで継続された。